# Драма в Лифляндии
«Драма в Лифляндии» (фр. Un drame en Livonie) — детективный роман Жюля Верна, написанный в 1893 и опубликованный в 1904 году. Главной темой, вокруг которой разворачивается сюжет романа, является противостояние двух партий в рижской городской думе — «славянской» партии, поддерживаемой, в основном, низшими слоями населения — пролетариатом и крестьянством и «немецкой», поддерживаемой, соответственно, высшими слоями — дворянством и крупной буржуазией, причём социальная и политическая борьба местного населения против засилья остзейских баронов связана с уголовной интригой.

## Сюжет
Действие романа происходит в Российской империи, в Лифляндии, в 1876 году. Главными героями романа являются рижский учитель Дмитрий Николев и двое его детей — дочь Илька и её младший брат Иван, студент Дерптского университета. Илька влюблена в молодого адвоката Владимира Янова, который за 8 лет до начала событий романа был арестован за революционную деятельность и приговорён к пожизненной ссылке в Сибирь.
В Риге приближаются выборы в гордуму, в которых участвуют две партии — «немецкая», возглавляемая банкиром-немцем Франком Иохаузеном, и «славянская», возглавляемая Николевым. Последнего знают в городе как хорошего и честного человека, которого уважают не только русские, но даже часть немцев. Учитель, вдовец с двумя детьми, зарабатывает на жизнь репетиторством, приносящим мало денег: его семья живет в очень стесненных условиях. Кроме того, Николев задолжал своим политическим оппонентам — братьям Иохаузенам — крупную сумму в 18 тыс. рублей, которую должен вернуть до 15 мая, то есть не позже, чем через месяц с начала событий романа. Всем ясно, что Иохаузены не дадут противнику ни дня отсрочки. 
Дмитрий Николев собирается съездить на несколько дней по своим делам, никому не сказав, куда и зачем. Вскоре после его отъезда в деревенском трактире «Сломанный крест» происходит ограбление и убийство банковского инкассатора Поха, работавшего на Иохаузенов. Иохаузены в бешенстве: Пох был крайне ценным работником, которому банкиры полностью доверяли на протяжении многих лет. Следствие поручают опытному немецкому сыщику Керсдорфу, от которого никогда не уходил ни один преступник. Следователь сразу же выходит на двоих подозреваемых - ими оказываются владелец трактира Кроф и сам Николев, который, как выяснилось, также остановился в том же трактире. Дмитрий по неизвестной причине отказывается отвечать на вопросы полиции, куда и зачем он ездил, однако сыщик тянет с его арестом: глубоко уважая учителя, он не может поверить в его вину. Но позже, находясь под давлением семьи Иохаузенов, Керсдорф все-таки отдает приказ о заключении Дмитрия под стражу.
Через несколько дней в городе появляется Владимир Янов — бывший жених Ильки, несколько месяцев назад бежавший из Сибири. Придя в полицию, он показывает, что его отец перед смертью оставил Дмитрию Николеву на хранение 20 тысяч рублей, и что последний, получив письмо от Янова об успешном побеге, ездил в Пернов, чтобы передать деньги сыну своего давнего друга. Дмитрия освобождают, а Владимира арестовывают, чтобы потом отправить назад в Сибирь. Однако население Риги горой встает за человека, пожертвовавшего свободой для спасения друга, и направляет российскому царю петицию о прощении. Приход бумаги совпадает с ежегодной амнистией, и царь лично подписывает приказ о помиловании адвоката Янова. Однако дело Поха не раскрыто, и Керсдорф продолжает расследование. 
Тем временем приближается дата платежа 18-ти тысяч рублей. Банкиры, прекрасно зная, что у Николева нет денег, заранее торжествуют победу. Янов случайно узнаёт о долге Дмитрия, и, располагая суммой в 20 тысяч, решает спасти его. Однако, придя в банк для выплаты долга, он выясняет, что Иохаузены фиксировали номера всех своих банкнот, и его деньги были  украдены из сумки Поха. Банкиры немедленно обращаются в полицию, а Владимир в панике бежит к Николеву. Последний, узнав о номерах банкнот, теряет рассудок и убегает из дому. К Николевым прибывают полицейские с ордером на арест учителя, но, не застав его дома, вместе с Илькой и Владимиром отправляются на поиски. На окраине города они находят мертвое тело Дмитрия, который, по-видимому, закололся ножом. Нож валяется тут же - шведский нож с защелкой, очень похожей на ту, что оставила след на груди убитого инкассатора. Полиция приходит к выводу, что Дмитрий Николев растратил отданные ему на хранение деньги, а потом, не имея возможности вернуть их Владимиру, убил и ограбил Поха. Доброе имя учителя оказывается опорочено, его партия проигрывает на выборах, а Ильке и Ивану приходится выплачивать долги отца, которые по-прежнему считаются непогашенными, и продавать для этого семейное имущество. Несмотря на это, Владимир предлагает Ильке свою руку и сердце, но та отказывается, потому что не хочет, чтобы он женился на дочери убийцы.
Несколько месяцев спустя трактирщик Кроф умирает от пневмонии. Священник Алексей, исповедовавший его перед смертью, спешно выезжает в Ригу, где рассказывает всю правду об убийстве. 
Выясняется, что настоящим убийцей был Кроф. Жадный трактирщик, с самого начала решивший обокрасть инкассатора, ночью зашел к нему в комнату, но Пох проснулся, и Кроф убил его шведским ножом с защелкой. Узнав из записки Поха об известных банкирам номерах, убийца тихо зашел в номер другого постояльца, и, забрав у него из сумки 15 тысяч рублей, подменил их украденными ассигнациями. Позже Кроф внимательно следил за рижскими событиями. Поняв, что Николев вне подозрений, и боясь, что следствие теперь обратит внимание на него самого, он догнал учителя на безлюдной дороге, а потом убил его тем же ножом, инсценировав самоубийство. 
Доброе имя Дмитрия Николева оказывается полностью восстановлено, а Владимир и Илька вступают в брак. И весь город, за исключением, разве что, Иохаузенов, горюет о достойном человеке, павшем жертвой преступного замысла.

## Экранизации
- 1973  Сломанная подкова